# Jumpseat

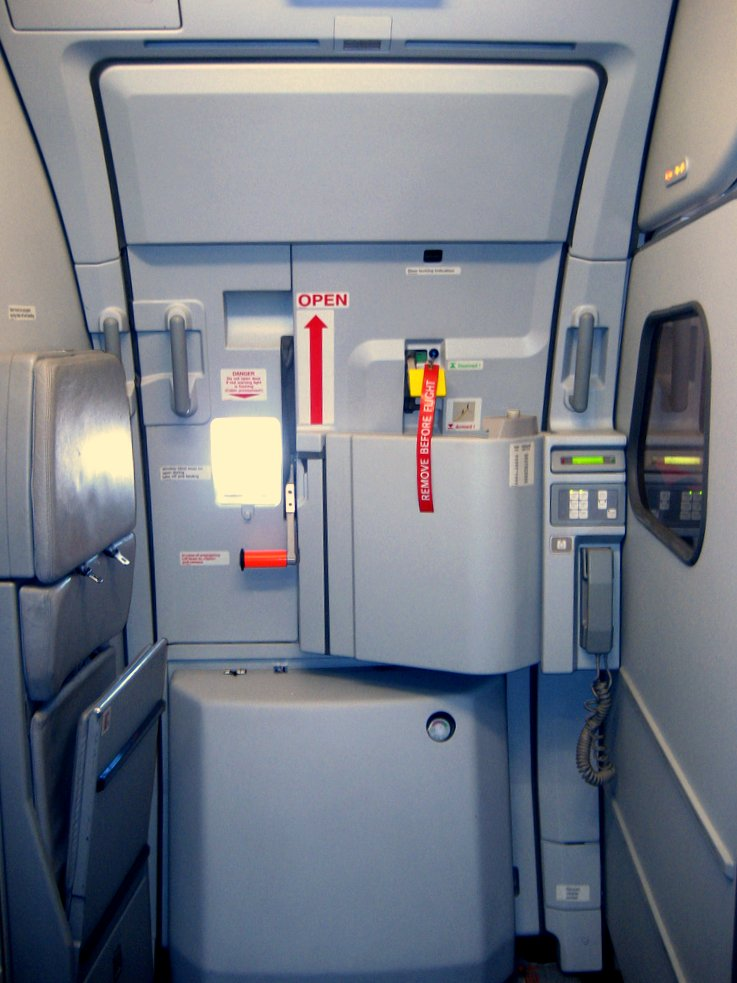
Jumpseat in einem Airbus A319 neben einer Tür

Ein Jumpseat ist ein Klappsitz in einem Flugzeug, der für Mitglieder der Crew z. B. während Start und Landung vorgesehen ist. Die wörtliche Übersetzung des englischen Worts jump seat lautet „Sprungsitz“.
Es gibt in Flugzeugen mehrere Jumpseats, meistens ein oder zwei im Cockpit und mehrere im Kabinenraum, meistens im Bereich der Ein- und Ausgänge und der Küche(n) und WC(s). Anzahl und Positionen der Jumpseats sind je nach Flugzeugtyp und Airline unterschiedlich.
Die Benutzung der Jumpseats ist Passagieren in der Regel nicht gestattet, insbesondere nicht im Cockpit, wo die Anwesenheit von nicht zur Besatzung gehörenden Personen inzwischen in einigen Ländern und deren Lufträumen sogar gesetzlich untersagt ist (z. B. USA und Großbritannien). Dennoch wird von Luftfahrtenthusiasten gerne versucht, eine Reise im Cockpit-Jumpseat zu erleben. Dies ist meist jedoch nur mit persönlichen Kontakten zu Mitgliedern der Flight Deck Crew oder Airlinemitarbeitern möglich. Die Entscheidung über die Einnahme eines Jumpseats liegt beim Kapitän (Pilot in Command).
Bei einigen, eher kleineren Airlines konnten bei Anfragen am Schalter Jumpseats hin und wieder zu verbilligten Preisen und auch bei überfüllten Flügen gebucht werden. Dies ist jedoch seit den Terroranschlägen am 11. September 2001 so gut wie nicht mehr möglich.
Häufig werden Jumpseats an Mitarbeiter der jeweiligen Fluggesellschaft vergeben, die Transferflüge benötigen, jedoch nicht zur aktiven Crew des jeweiligen Fluges gehören (sogenannte Dead-Head-Flüge) oder für mitreisende Angehörige, die keinen regulären Sitz bekommen konnten. Früher wurden auch Jumpseats im Cockpit häufig dazu benutzt, Angehörige der Piloten oder der Crew im Cockpit mitzunehmen.